# Kanton Saint-Estève
Saint-Estève is een voormalig kanton van het Franse departement Pyrénées-Orientales. Het kanton maakte deel uit van het arrondissement Perpignan. Het werd opgeheven bij decreet van 26 februari 2014 met uitwerking op 22 maart 2015. Alle gemeenten werden opgenomen in het nieuwe kanton Le Ribéral.

## Gemeenten
Het kanton Saint-Estève omvatte de volgende gemeenten:
- Baho
- Baixas
- Calce
- Saint-Estève (hoofdplaats)
- Villeneuve-la-Rivière